# Adam Flagler
Pour les articles homonymes, voir Adam.
Adam Michael Flagler, né le  1er décembre 1999 à Duluth en Géorgie, est un joueur américain de basket-ball évoluant au poste d'arrière voire de meneur. Il mesure 1,85 m.

## Biographie

### Carrière universitaire
Entre 2018 et 2019, il joue pour les Blue Hose de Presbyterian au Presbyterian College (en).
Entre 2019 et 2023, il joue pour les Bears de Baylor à l'université Baylor.

### Carrière professionnelle
En février 2024, il s'engage avec le Thunder d'Oklahoma City via un contrat two-way.

## Palmarès et distinctions individuelles

### Professionnel
- Champion de NBA G League avec le Blue d'Oklahoma City en 2024
- Champion NBA en 2025 avec le Thunder d'Oklahoma City.

### Universitaires
- Champion NCAA en 2021
- First-team All-Big 12 en 2023
- Second-team All-Big 12 en 2022
- Big South Freshman of the Year en 2019
- Big South All-Freshman Team en 2019

## Statistiques

### Universitaires
| Saison    | Équipe       | Matchs   | Titul.   | Min./m   | % Tir    | % 3pts   | % LF     | Rbds/m.  | Pass/m.  | Int/m.   | Ctr/m.   | Pts/m.   |
| --------- | ------------ | -------- | -------- | -------- | -------- | -------- | -------- | -------- | -------- | -------- | -------- | -------- |
| 2018-2019 | Presbyterian | 36       | 36       | 30,7     | 43,8     | 38,6     | 83,5     | 3,39     | 1,25     | 0,78     | 0,25     | 15,86    |
| 2019-2020 | Baylor       | Redshirt | Redshirt | Redshirt | Redshirt | Redshirt | Redshirt | Redshirt | Redshirt | Redshirt | Redshirt | Redshirt |
| 2020-2021 | Baylor       | 28       | 0        | 22,8     | 45,4     | 43,4     | 87,2     | 2,29     | 1,43     | 0,86     | 0,04     | 9,11     |
| 2021-2022 | Baylor       | 31       | 31       | 30,7     | 43,8     | 38,7     | 74,1     | 2,19     | 3,03     | 1,10     | 0,13     | 13,77    |
| 2022-2023 | Baylor       | 32       | 32       | 33,6     | 42,6     | 40,0     | 79,0     | 2,41     | 4,59     | 1,22     | 0,06     | 15,59    |
| Carrière  | Carrière     | 127      | 99       | 29,7     | 43,7     | 39,6     | 80,8     | 2,61     | 2,57     | 0,98     | 0,13     | 13,80    |